# Раффин-Пратт, Тирра
Тирра Ла-ше Раффин-Пратт (англ. Tierra La-she Ruffin-Pratt; род. 11 апреля 1991 года в Фэрфаксе, Виргиния, США) — американская профессиональная баскетболистка, выступающая в женской национальной баскетбольной ассоциации за клуб «Лос-Анджелес Спаркс». На драфте ВНБА 2013 года она не была выбрана ни одной из команд, однако ещё до старта очередного сезона ВНБА заключила договор с командой «Вашингтон Мистикс». Играет на позиции атакующего защитника.

## Ранние годы
Тирра Раффин-Пратт родилась 11 апреля 1991 года в городе Фэрфакс, столице одноимённого округа, штат Виргиния, в семье Линвуда Раффина и Денин Пратт, училась она в соседнем независимом городе Алегзандрия в средней школе имени Томаса Чамблисса Уильямса, в которой выступала за местную баскетбольную команду.